# 英德話
英德話，或稱英德客家話，是漢語族客家語的一種方言，主要使用於廣東省清遠市下英德市的大部分鄉鎮。根據1987年版的《中國語言地圖集》，英德地區有兩種客家語，分別是粵北片和粵台片韶南小片，而根據2012年版的《中國語言地圖集》則被歸類為客家語粵台片龍華小片。

## 概況
英德東臨翁源、新豐，正北與乳源、曲江接壤，南接佛岡，西南連清遠，西北与阳山毗鄰。市內主要說客家語（當地俗稱做“硬聲”），其次是廣州話（俗稱白話），接著是附城話（一種兼有客家語和粵語特點的當地語言，也稱作“平聲”），還有少數閩語、瑤話。
客家語主要分佈在英德東部，使用人口約59萬人，佔全市64%。而廣州話、附城話和九龍話的使用人口為27萬，佔全市約29%，還有6萬人說普通話。其餘人說黎話、麻聲、瑤話和潮汕話等等。

## 音韻系統
以下是英德市東鄉魚彎的客家語音系。

### 聲母
英德話總共有20個聲母（包括零聲母）
| p 波巴包蠻博  | pʰ 怕普皮步劈  | m 魔買賣妹密 | f 風護非父福 | v 蛙焊煨位文物 |
| t 多帶隊黨笠  | tʰ 拖大渡淡鐵  |              | l 李林難腦綠 |                |
| ts 租祖劑曾積 | tsʰ 清茶罪尋寂 | s 星師心思削 |              |                |
| tʃ 追張折針竹 | tʃʰ 穿柱濁深澤 | ʃ 書樹水韶失 | ȵ 耳染軟飲日 |                |
| k 交歌己季結  | kʰ 可溪考共狹  | ŋ 岸危銀岳   | h 河好霞學核 | Ǿ 英影宴遊葉   |

### 韻母
英德話總共有57個韻母（包括自成韻母的/m/）。
| ɿ 租祖紫自易   | i 渠他幾米耳西 | a 車爸壩沙嫁   | u 布胡符霧褲   |
| y 取墟女煮雨   | ia 姐些斜謝野  | ai 大戴買敗派  | ɔi 胎採亥害愛  |
| ei 跛矮尼溪啟  | ui 水隊推會淚  | au 包校跑爪炮  | ou 寶道早左歌  |
| ɛu 縷剖畝斗鈕  | iu 劉秀九幼舅  | iau 椒驕苗小叫 | iui 御乳銳     |
| ua 瓜垮剮跨寡  | am 凡咸站淡潭  | em 森參人參砧  | im 針枕品心尋  |
| iam 暫懺貶廉簾 | an 翻飯幻反萬  | ɔn 段短團鑽碗  | ɛn 跟恨襯銀奔  |
| in 進盡信兵靈  | ian 園建縣緣怨 | ien 錢前線連變 | iɔn 拴栓全船軟 |
| un 本笨婚村分  | iun 雲永運潤允 | aŋ 行硬生耕冷  | ɛŋ 崩朋鵬燈等  |
| ɔŋ 幫忙當黨燙  | uŋ 松蓬東動工  | iaŋ 青零頂瓶坪 | iɔŋ 網槍養羊陽 |
| iuŋ 榮勇容湧用 | ip 立緝集習執  | ap 答納雜蠟鴨  | ep 澀          |
| iap 帖疊俠碟葉 | it 筆日吉一特  | at 達辣砸抹扎  | iet 別滅薛熱雪 |
| ut 出骨律術國  | iat 越粵悅閱乙 | ɔt 割渴豁葛喝  | et 密蜜北默蝨  |
| uat 刮括闊     | ak 白百麥客隔  | ɔk 博莫託落樂  | ek 德測黑色帛  |
| uk 木谷福六    | iak 屐額踢跡錫 | iɔk 腳雀弱削藥 | iuk 菊曲局慾玉 |
| m 吳悟五午誤   |                |                |                |

### 聲調
英德話總共有6個聲調，其中平聲去聲入聲分陰陽、上聲不分陰陽（上聲和陽去同讀31調）。
| 聲調 | 調值 | 例字               |
| 陰平 | 33   | 多哥花天開厚有弟斷 |
| 陽平 | 213  | 陳才平寒文麻人娘同 |
| 上聲 | 31   | 早走主五染用讓大病 |
| 陰去 | 53   | 蓋正怕放送漢愛菜去 |
| 陽去 | 31   | 夏夜背畫地自事用旺 |
| 陰入 | 2    | 急一七濕汁福出谷屋 |
| 陽入 | 5    | 葉局入鹿十月白讀合 |

### 語音特點

#### 聲母
1. 古全濁聲母字不論平仄今逢塞音、塞擦音大都讀送氣清音聲母。
2. 古非敷奉微母有小部分今保留重唇音讀法。
3. 古精莊章知組並未兩套聲母，古精、莊字今讀[ts tsʰ s]；古知、章字今讀[tʃ tʃʰ ʃ]。
4. 古泥母在洪音前與來母不分，都讀[l]。在細音前則讀為[ȵ]。
5. 古曉匣母在合口韻中今多讀為[f v]。在開口韻中今讀為[h]，部分開口三四等字讀為[ʃ]。
6. 少數古溪母字讀[h]，與曉匣開口韻相同。
7. 古邪母字今多讀[tsʰ]，少數讀為[s]。
8. 古日母字今多讀細音，其中大部分讀[ȵ]，與疑母部分細音合流，少數讀為零聲母。
9. 分尖團，[k kʰ]和[ts tsʰ s]都可拼[i]。

#### 韻母
1. 古宕江兩攝今讀合流，讀ɔŋ/iɔŋ/ɔk/iɔk。
2. 古果攝歌韻與效攝豪韻今讀不分，都讀[ou]。
3. 有撮口呼，只限於單用，如古遇攝三等字讀[y]。
4. 臻攝開口三等、曾攝開口三等與梗攝開口三等合流。
5. 古山攝開口一等的見系字今讀基本不混，一等讀[ɔn]，二等讀[an]。
6. 古蟹攝開口一二等字，今讀韻母基本保持分立，一等讀[ɔi]，二等讀[ai]。
7. 古效攝一二等字今分別讀為[ou]、[au]，三四等讀齊齒呼[iau]。
8. 假蟹咸山梗攝見系不腭化入聲除外)。
9. 遇攝一等精組字、三等莊組字與止攝開口齒音及影喻母字合流，讀為[ɿ]。
10. 古陽聲韻尾[m n ŋ]和入聲韻尾[p t k]還相對完整地保留。

#### 聲調
1. 平分陰陽。少數次濁聲母讀陰平。
2. 殺生之有一類，包含大部分古清上字和部分次濁上字。部分古上聲字併入陰平。讀陰平的上聲字，次濁上較多。古全濁上聲部分字今讀陰平。
3. 去聲一類，古去聲以聲母清濁分為兩類，清去仍讀去聲，極少數清去字今讀上聲。古濁聲母去聲與上聲合併。
4. 入聲分陰陽，古清入字今讀陰入。全濁聲母字今讀陽入，次濁聲母有的讀陰入，有的讀陽入，讀陽入的比讀陰入字的要多。陰入低，陽入高。